# Žiželice (district de Kolín)
Pour les articles homonymes, voir Žiželice.
Žiželice (en allemand : Schischelitz) est une commune du district de Kolín, dans la région de Bohême-Centrale, en République tchèque. Sa population s'élevait à 1 705 habitants en 2020.

## Géographie
Žiželice se trouve à 6 km au sud-ouest de Chlumec nad Cidlinou, à 18 km au nord-est de Kolín, à 33 km à l'ouest-sud-ouest de Hradec Králové et à 69 km à l'est de Prague.
La commune est limitée par Lovčice et Převýšov au nord, par Olešnice et Chlumec nad Cidlinou à l'est, par Kladruby nad Labem, Tetov et Uhlířská Lhota au sud, par Radovesnice II au sud-ouest et par Choťovice à l'ouest.

## Histoire
La première mention écrite de la localité date de 1052.